# Force Gurkha
Force Gurkha — индийский внедорожник производства Force Motors.

## Первое поколение (2008—2013)
Первое поколение Force Gurkha производилось в 2008—2013 годах на платформе немецкой модели Mercedes-Benz G-класс. Колёса и дизельный двигатель внутреннего сгорания взяты от малотоннажного грузового автомобиля Mercedes-Benz TN.

## Второе поколение (2013—2017)
В 2013 году стартовало производство второго поколения Force Gurkha с тем же четырёхцилиндровым шестнадцатиклапанным дизельным двигателем внутреннего сгорания OM616 объёмом 2596 см3, мощностью 80,4 л. с. при 3200 об/мин и крутящим моментом при 1800—2000 об/мин. Двигатель соответствовал стандарту выбросов Bharat Stage III. Производство завершилось в 2017 году.

## Третье поколение (2017—2019)
Третье поколение модели производилось в 2017—2019 годах. Модельный ряд состоял из моделей Xplorer, Xpedition и Xtreme. Двигатель соответствовал стандарту выбросов BS-IV. В 2019—2021 годах производство Force Gurkha было заморожено.

## Четвёртое поколение (2021—настоящее время)
Современная версия Force Gurkha производится с августа 2021 года. Вместо ламп накаливания в ДХО используются светодиоды, двери стали оснащаться электростеклоподъёмниками, впереди появилась двойная подушка безопасности, автомобиль оборудован системами ABS и EBD, на приборной панели появилась мультимедийная система с сенсорным экраном, на который также выводится информация с датчиков при движении задним ходом.